# 問屋場

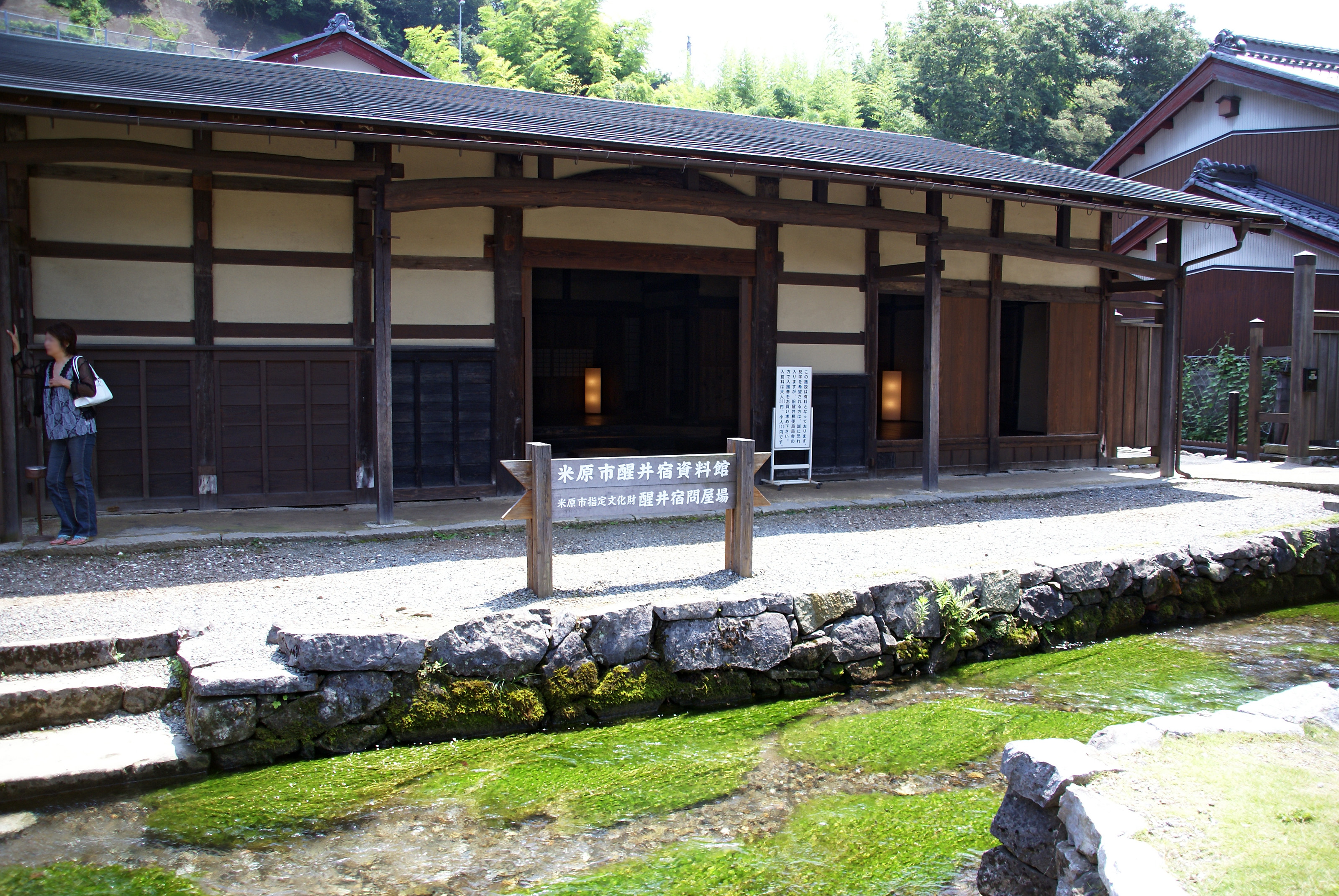
旧醒井宿問屋場

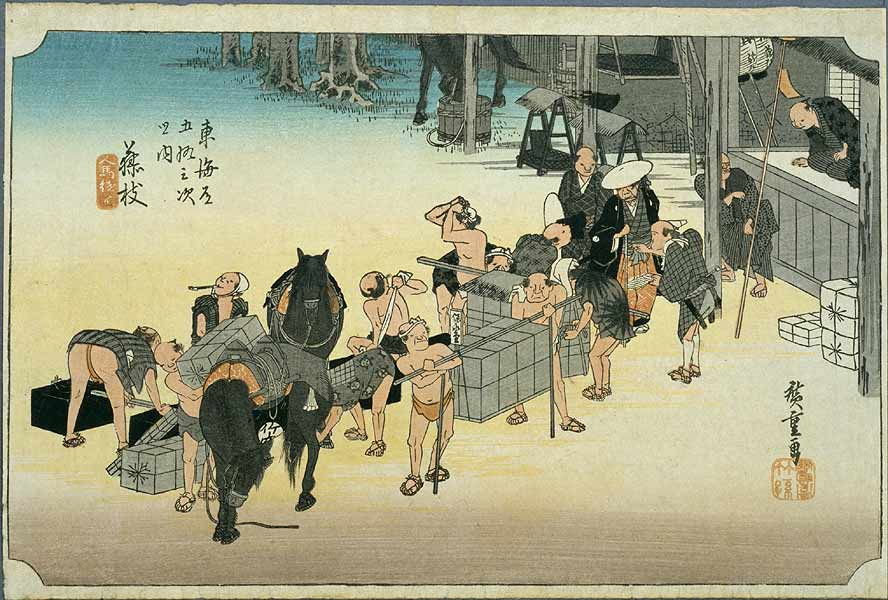
歌川広重『東海道五十三次・藤枝』藤枝宿の問屋場の様子。

問屋場（とんやば・といやば）は、江戸時代の街道の宿場で人馬の継立、助郷賦課などの業務を行うところで、駅亭、伝馬所、馬締ともいった（本項の語意に於ける「問屋」とは、運送業を意味する。「問丸」の項を参照）。

## 概要
御油宿の問屋場趾は、民家が建ち、標榜するものも残っていない。
業務の主宰者は問屋と称され、その助役の年寄、さらに人馬の出入りや賃銭などを記入する帳付、人馬に荷物を振り分ける馬指などの者がいた。通常の時は交代で出勤するが、大名行列などの大通行があるときは全員が詰めることになっていた。
1868年7月27日（明治元年6月8日）、明治政府は問屋場を伝馬所（でんましょ）、責任者を取締役（1駅あたり定員2名）と改めた。その後、1870年4月9日（明治3年3月9日）に取締役が廃止されて伝馬所は官（駅逓司）の管轄下に置かれ、1872年（明治5年）に伝馬所を含めた宿駅制度そのものが廃止された。

## 現存している問屋場
- 甲州街道 府中宿 → 中久本店（東京都府中市）
- 中山道 奈良井宿 → 上問屋史料館（長野県木曽郡楢川村）
- 中山道 醒井宿 → 旧醒井宿問屋場（滋賀県米原市）